# George Dudley
George Stevens Dudley (* 8. Mai 1897 in Detroit, Michigan; † 5. Juni 1959 in Los Angeles, Kalifornien) war ein US-amerikanischer Artdirector und Szenenbildner, der bei der Oscarverleihung 1940 für den Oscar für das beste Szenenbild nominiert war.

## Leben
Dudley begann seine Laufbahn als Artdirector und Szenenbildner in der Filmwirtschaft Hollywoods 1939 bei dem Western Jesse James, Mann ohne Gesetz von Henry King mit Tyrone Power in der Titelrolle sowie Henry Fonda und Randolph Scott in weiteren Hauptrollen. Er wirkte bis 1945 an der Ausstattung von insgesamt vierzehn Filmen mit.
Bei der Oscarverleihung 1940 war er zusammen mit William S. Darling für den Oscar für das beste Szenenbild nominiert und zwar für den Abenteuerfilm Nacht über Indien (1939) unter der Regie von Clarence Brown mit Tyrone Power, Myrna Loy und George Brent.

## Filmografie (Auswahl)
- 1939: Jesse James, Mann ohne Gesetz
- 1939: Nacht über Indien
- 1939: Stanley and Livingstone
- 1940: Chad Hanna
- 1942: The Shores of Tripoli
- 1945: The Caribbean Mystery